# Paulden
Paulden is een plaats (census-designated place) in de Amerikaanse staat Arizona, en valt bestuurlijk gezien onder Yavapai County.

## Demografie
Bij de volkstelling in 2000 werd het aantal inwoners vastgesteld op 3420.

## Geografie
Volgens het United States Census Bureau beslaat de plaats een oppervlakte van
162,7 km², waarvan 162,5 km² land en 0,2 km² water. Paulden ligt op ongeveer 1420 m boven zeeniveau.

## Plaatsen in de nabije omgeving
De onderstaande figuur toont nabijgelegen plaatsen in een straal van 40 km rond Paulden.